# Sofia Paldanius
Karin Sofia Paldanius (* 16 März 1979 in Göteborg) ist eine ehemalige schwedische Kanutin.

## Leben
Sofia Paladnius begann im Alter von 14 Jahren in Jönköping mit dem Kanusport. Im Laufe der Jahre konnte sie einige internationale Erfolge feiern, darunter 4 Bronze-Medaillen bei Weltmeisterschaften. Dies gelang ihr sowohl im Einer, als auch im Zweier- und Vierer-Kajak.
Sie nahm viermal an Olympischen Sommerspielen teil, eine Medaillen verpasste sie jedoch. Bei den Wettbewerben im Einer-Kajak 2012 über 500 Meter kam sie dabei als Viertplatzierte nur knapp hinter dem Medaillensiegerinnen ins Ziel.
Sofia Paladnius beendete im Jahr 2017 ihre Karriere.
An der Universität Göteborg, der Jönköping University und der Universität Malmö studierte sie Sprachwissenschaften, Literatur, Medien und Kommunikation.